# Денис Петрашов
Денис Петрашов (ісп. Denis Petrashov, 1 лютого 2000) — киргизький плавець.
Учасник Олімпійських Ігор 2016 року.